# 浦楼街道
浦楼街道，是中华人民共和国江苏省淮安市清江浦区下辖的一个乡镇级行政单位。大部门区域为1950年代以后开辟的老工业区，以化工、纺织为主。

## 行政区划
浦楼街道下辖以下地区：
大庆社区、化工二村社区、化工新村社区、延安路社区、城西社区、运河社区、洪门社区和浦楼社区。